# احمد محمد موسی
احمد محمد موسی (انگلیسی: Ahmed Mohamed Musa؛ زادهٔ) بازیکن فوتبال اهل قطر است.